# Васильєв Геннадій Андрійович
Генна́дій Андрі́йович Васи́льєв (3 жовтня 1953, Сталіно, Українська РСР, СРСР) — український політик, народний депутат, Генеральний прокурор України (18 листопада 2003 — 9 грудня 2004).

## Життєпис
Народився 3 жовтня 1953 в Сталіно. Після закінчення середньої школи працював робітником на Донецькому заводі торговельного обладнання.

### Освіта
9.1972-06.1976 — студент Харківського юридичного інституту, спеціальність «Правознавство»;

### Кар'єра
7.1976-03.1979 — стажист, слідчий прокуратури Ленінського району, м. Донецька Донецької області;
3.1979-01.1981 — помічник прокурора Ленінського району м. Донецька Донецької області;
1.1981-05.1981 — прокурор слідчого управління, прокурор-криміналіст прокуратури Донецької області;
5.1981-06.1984 — прокурор Ленінського району, м. Донецька Донецької області;
6.1984-01.1987 — начальник слідчого управління прокуратури Донецької області;
1.1987-05.1988 — заступник начальника слідчого управління, начальник загального нагляду Прокуратури УРСР;
5.1988-12.1991 — заступник прокурора Донецької області;
12.1991-07.1996 — прокурор Донецької області;
7.1997-07.1998 — прокурор Донецької області;
З 07.1994 — народний депутат України ІІ скликання;
З 07.1996-07.1997 — виконував повноваження народного депутата України на постійній основі;
З 03.1998-04.2002 — народний депутат України ІІІ скликання;
З 04.2002 — народний депутат України IV скликання;
З 28 травня 2002 — перший заступник Голови Верховної Ради України;
З 18 листопада 2003 — Генеральний прокурор України (призначений Указом Президента України від 18 листопада 2003 року)
8 грудня 2004 — подав заяву про відставку з посади Генерального прокурора України
Коли Янукович став президентом, Васильєв з 28 квітня 2010 по 2 лютого 2011 працював замом у голови Адміністрації Президента Сергія Льовочкіна. Також мав визначальний вплив у ГПУ, де протежований ним Ренат Кузьмін був заступником генпрокурора.

### Політична кар'єра
Керівник партії «Держава».

#### Народний депутат України
Народний депутат України 2-го скликання з 07.1994 (1-й тур) до 04.1998, Калінінський виборчий округ № 109 Донецької області. З'яв. 57.41 %, за 56.66 %. Член Комітету з питань законності та правопорядку. Член групи «Незалежні».
Народний депутат України 3-го скликання 03.1998-04.2002, виборчий округ № 61 Донецької області. З'яв. 70.7 %, за 45.9 %, 12 суперників. На час виборів прокурор Донецької області. Член фракції НДП (05.1998-05.99); позафракційний (05.1999-02.2000), член групи «Трудова Україна» (з 02.2000). Член Комітету з питань законодавчого забезпечення правоохоронної діяльності та боротьби з організованою злочинністю і корупцією (07.1998-02.2000), член Комітету з питань боротьби з організованою злочинністю і корупцією (з 02.2000).
Народний депутат України 4-го скликання 04.2002-12.03, виборчий округ № 61 Донецької області, самовисування. За 54.83 %, 20 суперників. Уповноважений представник фракції «Єдина Україна» (05.2002). 1-й заступник Голови ВР України (28 травня 2002-18 листопада 03). Склав депутатські повноваження 11 грудня 2003.
Народний депутат України 6-го скликання з листопада 2007 р., обраний за списками Партії регіонів. Одночасно з 28 квітня 2010 року по 2 лютого 2011 року — заступник Глави Адміністрації Президента України.

## Бізнес
В 2011 році Г. Васильєв позивався в Україні до суду проти Віктора Нусенкіса, претендуючи на 50 % акцій ГК «Донецьксталь», через що Держкомісія з цінних паперів та фондового ринку призупинила торгівлю акціями 12 компаній, входячих до складу «Донецьксталі». Проте за кілька місяців судовий процес завершився. У грудні Г. Васильєв оприлюднив відкритого листа, в якому проголосив, що претендує на 50 % в бізнесі Нусенкіса та що готовий судитися з ним «до повного відновлення порушених прав».
Наприкінці 2012 року Г. Васильєв звернувся до Слідчого комітету в Кемеровскій області РФ з вимогою порушити кримінальну справу проти Віктора Шевцова, гендиректора багатогалузевого виробничого об'єднання «Кузбасс». Представники компаній Salesi Investments Limited і Indtec Finance B.V., підконтрольних Г. Васильєву, стверджували, що у вересні 2011 року «Кузбасс» протизаконно переєстрував 98,79 % акцій вугільної компанії «Заречная» на «Интерконсалтинг» Віктора Нусенкіса, через що ці дві компанії втратили контроль над активом. Але слідча з особливо важливих справ Валентина Матвеєва відмовила в порушенні кримінальної справи «у зв'язку з відсутністю в діях Шевцова складу слочину». Юристи Г. Васильєва оскаржили відмову прокуратури Кемеровської області.

## Звання та нагороди
- Почесний працівник прокуратури України.
- Заслужений юрист України (червень 1997)[17].
- Орден «За заслуги» III (листопад 2000)[18], II ст. (жовтень 2003)[19].
- Почесна грамота КМ України (березень 2002)[20].
- Орден «За заслуги» I ст. (3 жовтня 2013) — за значний особистий внесок у розбудову Української держави, багаторічну плідну законотворчу та громадсько-політичну діяльність, високий професіоналізм[21]